# Ministre-président de Schleswig-Holstein
Le ministre-président de Schleswig-Holstein (en allemand : Ministerpräsident von Schleswig-Holstein) est le chef du gouvernement du Land de Schleswig-Holstein.

## Historique des titulaires
| Nom             | Nom                     | Parti           | Dates                                                         | Cabinets      | Majorité       | Coalition                                         |
| --------------- | ----------------------- | --------------- | ------------------------------------------------------------- | ------------- | -------------- | ------------------------------------------------- |
|                 | Theodor Steltzer (en)   | CDU             | 15 novembre 1945 – 19 avril 1947 (1 an, 5 mois et 4 jours)    | Steltzer I    | Pas d'élection | CDU-SPD-KPD                                       |
| Steltzer II     | Theodor Steltzer (en)   | CDU             | 15 novembre 1945 – 19 avril 1947 (1 an, 5 mois et 4 jours)    | 48 / 60       | CDU-SPD        |                                                   |
|                 | Hermann Lüdemann        | SPD             | 29 avril 1947 – 29 août 1949 (2 ans et 4 mois)                | Lüdemann      | 43 / 70        | SPD                                               |
|                 | Bruno Diekmann          | SPD             | 29 août 1949 – 5 septembre 1950 (1 an et 7 jours)             | Diekmann      | 43 / 70        | SPD                                               |
|                 | Walter Bartram          | CDU             | 5 septembre 1950 – 25 juin 1951 (9 mois et 20 jours)          | Bartram       | 46 / 69        | CDU-BHE-DP-FDP                                    |
|                 | Friedrich-Wilhelm Lübke | CDU             | 25 juin 1951 – 11 octobre 1954 (3 ans, 3 mois et 16 jours)    | Lübke I       | 24 / 69        | CDU-FDP                                           |
| Lübke II        | Friedrich-Wilhelm Lübke | CDU             | 25 juin 1951 – 11 octobre 1954 (3 ans, 3 mois et 16 jours)    | 39 / 69       | CDU-BHE-DP-FDP |                                                   |
|                 | Kai-Uwe von Hassel      | CDU             | 11 octobre 1954 – 7 janvier 1963 (8 ans, 2 mois et 27 jours)  | von Hassel I  | 40 / 69        | CDU-BHE-FDP                                       |
| von Hassel II   | Kai-Uwe von Hassel      | CDU             | 11 octobre 1954 – 7 janvier 1963 (8 ans, 2 mois et 27 jours)  | 36 / 69       | CDU-BHE-FDP    |                                                   |
|                 | Helmut Lemke            | CDU             | 7 janvier 1963 – 24 mai 1971 (8 ans, 4 mois et 17 jours)      | Lemke I       | 39 / 69        | CDU-FDP                                           |
| Lemke II        | Helmut Lemke            | CDU             | 7 janvier 1963 – 24 mai 1971 (8 ans, 4 mois et 17 jours)      | 38 / 73       | CDU-FDP        |                                                   |
|                 | Gerhard Stoltenberg     | CDU             | 24 mai 1971 – 4 octobre 1982 (11 ans, 4 mois et 10 jours)     | Stoltenberg I | 40 / 73        | CDU                                               |
| Stoltenberg II  | Gerhard Stoltenberg     | CDU             | 24 mai 1971 – 4 octobre 1982 (11 ans, 4 mois et 10 jours)     | 37 / 73       | CDU            |                                                   |
| Stoltenberg III | Gerhard Stoltenberg     | CDU             | 24 mai 1971 – 4 octobre 1982 (11 ans, 4 mois et 10 jours)     | 37 / 73       | CDU            |                                                   |
|                 | Uwe Barschel            | CDU             | 14 octobre 1982 – 2 octobre 1987 (4 ans, 11 mois et 18 jours) | 37 / 73       | Barschel I     | CDU                                               |
| Barschel II     | Uwe Barschel            | CDU             | 14 octobre 1982 – 2 octobre 1987 (4 ans, 11 mois et 18 jours) | 39 / 74       | CDU            |                                                   |
| Barschel II     |                         | Henning Schwarz | CDU                                                           | 39 / 74       | CDU            | 2 octobre 1987 – 31 mai 1988 (7 mois et 29 jours) |
|                 | Björn Engholm           | SPD             | 31 mai 1988 – 4 mai 1993 (4 ans, 11 mois et 3 jours)          | Engholm I     | 46 / 74        | SPD                                               |
| Engholm II      | Björn Engholm           | SPD             | 31 mai 1988 – 4 mai 1993 (4 ans, 11 mois et 3 jours)          | 45 / 89       | SPD            |                                                   |
|                 | Heide Simonis           | SPD             | 19 mai 1993 – 27 avril 2005 (11 ans, 11 mois et 8 jours)      | 45 / 89       | Simonis I      | SPD                                               |
| Simonis II      | Heide Simonis           | SPD             | 19 mai 1993 – 27 avril 2005 (11 ans, 11 mois et 8 jours)      | 39 / 75       | SPD-Grünen     |                                                   |
| Simonis III     | Heide Simonis           | SPD             | 19 mai 1993 – 27 avril 2005 (11 ans, 11 mois et 8 jours)      | 46 / 89       | SPD-Grünen     |                                                   |
|                 | Peter Harry Carstensen  | CDU             | 27 avril 2005 – 12 juin 2012 (7 ans, 1 mois et 16 jours)      | Carstensen I  | 59 / 69        | CDU-SPD                                           |
| Carstensen II   | Peter Harry Carstensen  | CDU             | 27 avril 2005 – 12 juin 2012 (7 ans, 1 mois et 16 jours)      | 48 / 95       | CDU-FDP        |                                                   |
|                 | Torsten Albig           | SPD             | 12 juin 2012 – 28 juin 2017 (5 ans et 16 jours)               | Albig         | 35 / 69        | SPD-Grünen-SSW                                    |
|                 | Daniel Günther          | CDU             | Depuis le 28 juin 2017 (7 ans, 8 mois et 13 jours)            | Günther I     | 44 / 73        | CDU-Grünen-FDP                                    |
| Günther II      | Daniel Günther          | CDU             | Depuis le 28 juin 2017 (7 ans, 8 mois et 13 jours)            | 48 / 69       | CDU-Grünen     |                                                   |